# Botryoidal Spring
Botryoidal Spring est un geyser de type « fontaine » situé dans le Lower Geyser Basin dans le parc national de Yellowstone aux États-Unis.
Botryoidal Spring fait partie du White Creek Group dont font aussi partie A-0 Geyser et Spindle Geyser. Comme son nom l'indique, Botryoidal Spring était à l'origine une source chaude (hot spring en anglais ; botryoidal signifie pétillant). En 1996, l'activité sismique l'a fait passer d'une source pétillante à un geyser explosif.
Ses éruptions durent environ une minute, séparées d'environ 3 à 5 minutes, et atteignent une hauteur de 3 m.
Une éruption n'avertit pas de son arrivée et commence la plupart du temps avec une bulle bleue causée par d'immenses bulles de vapeur se formant en dessous. Juste après une éruption, le geyser est totalement silencieux.